# Ditrogoptera trilineata
Ditrogoptera trilineata là một loài bướm đêm trong họ Noctuidae.